# Borolia cruegeri
Borolia cruegeri là một loài bướm đêm trong họ Noctuidae.